# Stylogyne schomburgkiana
Stylogyne schomburgkiana är en viveväxtart som först beskrevs av Dc., och fick sitt nu gällande namn av Carl Christian Mez. Stylogyne schomburgkiana ingår i släktet Stylogyne och familjen viveväxter. Inga underarter finns listade i Catalogue of Life.